# Полевщикова Наталя Сергіївна
Наталя Сергіївна Полевщикова (більш відома як «Наташа Полі», англ. Natasha Poly; 12 липня 1985, Перм) — російська супермодель. 

## Біографія
Народилася 12 липня 1985 року в Пермі.
В Москву вперше потрапила в 2000 році, приїхавши на конкурс престижного міланського модельного агентства Why Not, який називався New Model Today  і проводився до 2002 року по всьому світу (його переможницею в свій час була Шарліз Терон). У Росії фінал цього конкурсу проводився у театрі "Нова Опера". Членами журі були Вітторіо Дзевіані (власник і президент Why Not), Мауро Мунчатті (віце-консул Італії в Росії), Мауро Палментіері (фотограф), Ганна Суботіна (кореспондентка «Московської правди»), Владислав Метревелі (директор модельного агентства ABC models). А надіслала її в Москву Олена Торопова — скаутка і директор пермського агентства, яке проводило відбірковий тур New Model Today по Пермській області. У Москві Наталя зайняла друге місце після Ксенії Стом, яка пізніше перемогла і в міжнародному фіналі.
Після цього конкурсу Наталя закінчувала школу в перервах між зйомками в Мілані для другої лінії Alberta Ferretti Philosophy, працювала в Парижі і Токіо, а по досягненні 18-річчя підписала контракт з міланським відділенням престижного нью-йоркського агентства Women Management, з яким співпрацює по теперішній час .

## Кар'єра
Дебютувала подіумі у вересні 2003 року на показі Emanuel Ungaro в рамках Паризького тижня моди сезону весна-літо 2004. У цьому ж сезоні взяла участь у показах Y's і Yuki Torii. Проте вже у наступному сезоні кількість модних показів за її участю на тижнях моди Парижа, Мілана і Нью-Йорку зросла до 50-ти. З тих пір встигла взяти участь у показах: Versace, Balmain, Givenchy, Roberto Cavalli, Christian Dior, Gucci, Dolce & Gabbana, Chanel.
У 2005 і 2006 роках брала участь у шоу Victoria's Secret.
Досить скоро почала представляти такі бренди, як Gucci, Lanvin, Louis Vuitton, Roberto Cavalli, Sonia Rykiel, Nine West, Dolce & Gabbana і Jimmy Choo. З'являлася на сторінках і обкладинках найвідоміших журналів моди, включаючи Harper's Bazaar, Vogue, ELLE, Glamour і W. В 2011 році знялася для фотокалендаря Pirelli (фотографував Карл Лагерфельд).
Французьке видання журналу Vogue включило Наташу Полі в число 30 найкращих моделей 2000-х років.

## Особисте життя
З 16 квітня 2011 року одружена з бізнесменом Пітером Баккером. У вересні 2013 народила доньку Олександру Христину Баккер .